# インド鉄道ICF客車

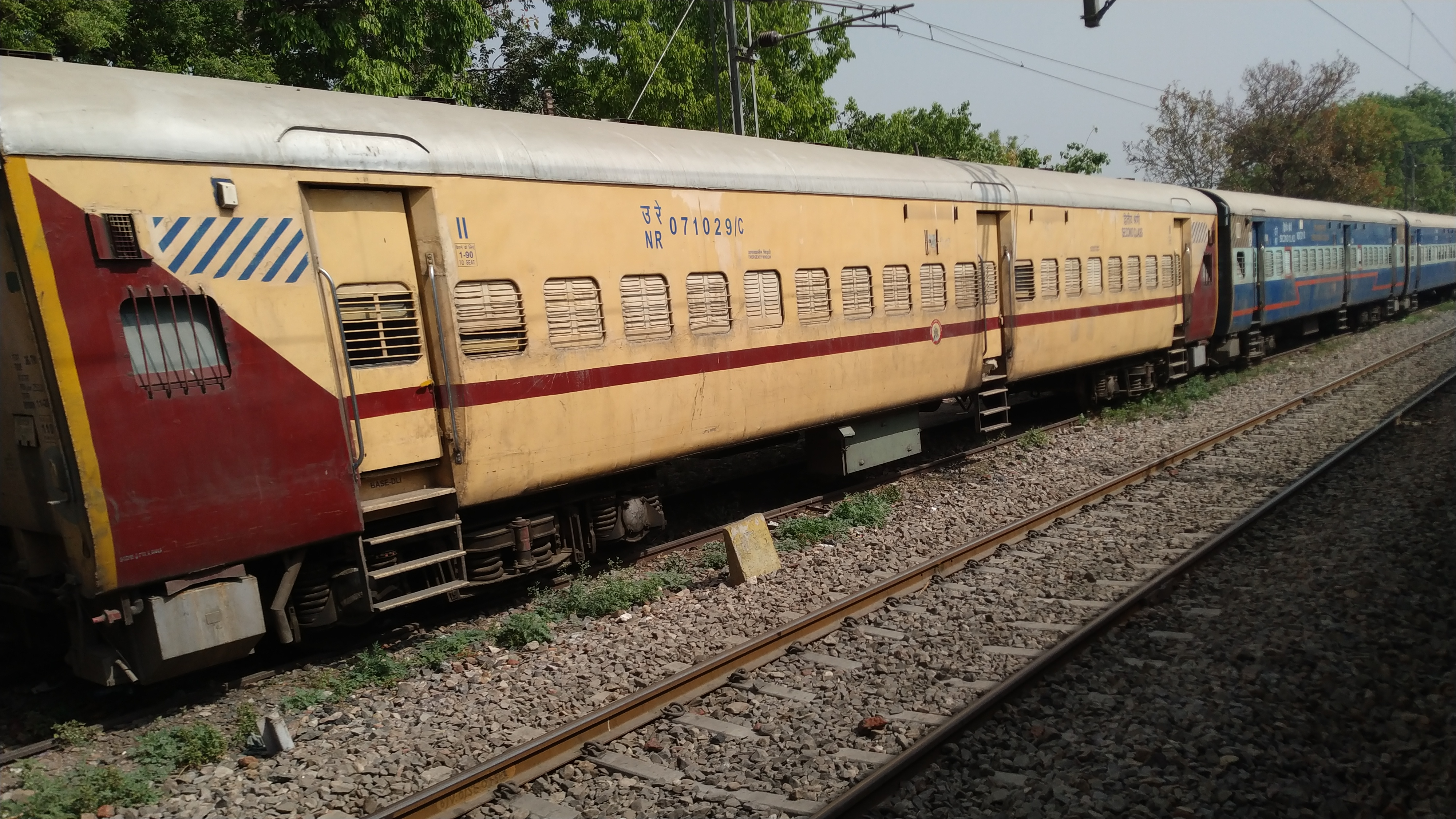
ICF客車（2022年撮影）

インド鉄道ICF客車（インドてつどうICFきゃくしゃ）は、インドの国営鉄道であるインド鉄道向けに製造された客車の1つ。スイスの鉄道車両技術を基に開発され、1950年代から2010年代まで60年以上に渡って生産が実施された。

## 開発までの歴史
1947年にイギリスから独立したインド政府は、イギリス植民地（イギリス領インド帝国）時代に製造された木製・鋼製客車に代わる標準型車両開発の一環として、同年にスイスのルツェルンで開催された国際鉄道会議に代表団を派遣した。その中で、スイスのチューリッヒに本社を有していたスイス車両エレベーター製造、通称「シュリーレン社」が開発した軽量鋼車体や「シュリーレン台車」と呼ばれる近代的な台車に関心を示した。その後、2年の交渉期間を経て1949年5月、デリーでインド政府とシュリーレン社との間で車両製造や技術提供に関する協定が結ばれた。
これを受け、シュリーレン社は翌1950年から同社が有する軽量鋼車体や「シュリーレン台車」を有した客車をインドに輸出した一方、マドラス（現：チェンナイ）のペランブール地域（Perambur）に建設する車両工場への技術支援を実施した。そして1955年、インテグラル・コーチ・ファクトリー（Integral Coach Factory、ICF）として開設された工場で、「ICF客車」と呼ばれる一連の客車の本格的な生産が始まった。

## 概要
台枠・車体・屋根などの部品が溶接によって接続された全溶接式の鋼製車体を有しており、台車はシュリーレン台車が用いられている。制動装置は初期の車両は真空ブレーキに対応していたが、後年に製造された車両は空気ブレーキも使用可能な構造となっている。最高速度は開発当初96 km/hであったが、台車の改良や線形条件の改善に伴い向上し、1971年には130 km/h、1988年には140 km/hを記録している。
車種は輸出用車両を含めて約500種類に及び、中には1978年から営業運転を開始した2階建て客車も含まれる。
製造はインテグラル・コーチ・ファクトリーに加え、1995年からはカプールタラーに工場を有するレール・コーチ・ファクトリーも参加した。

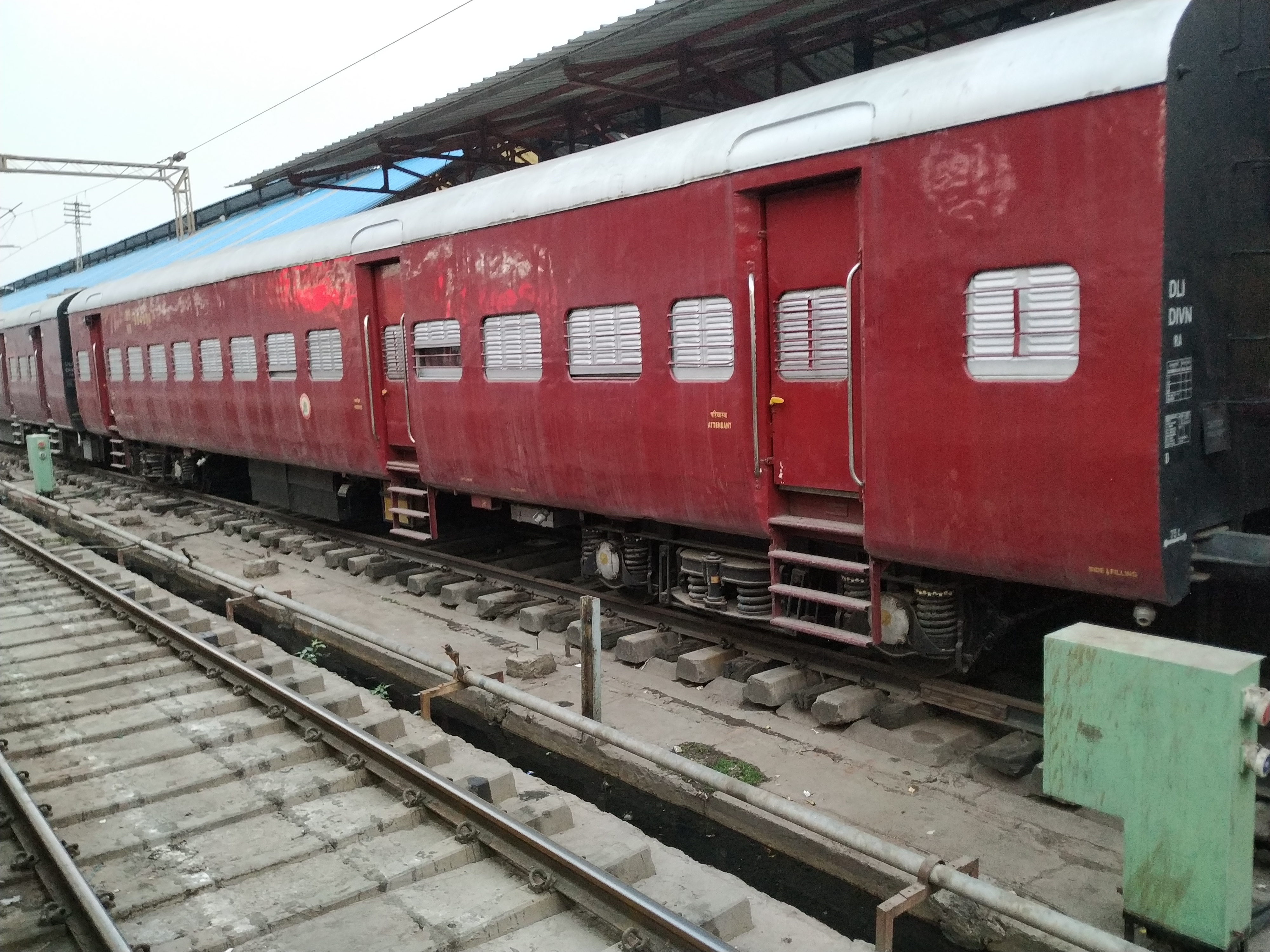
座席車（2022年撮影）
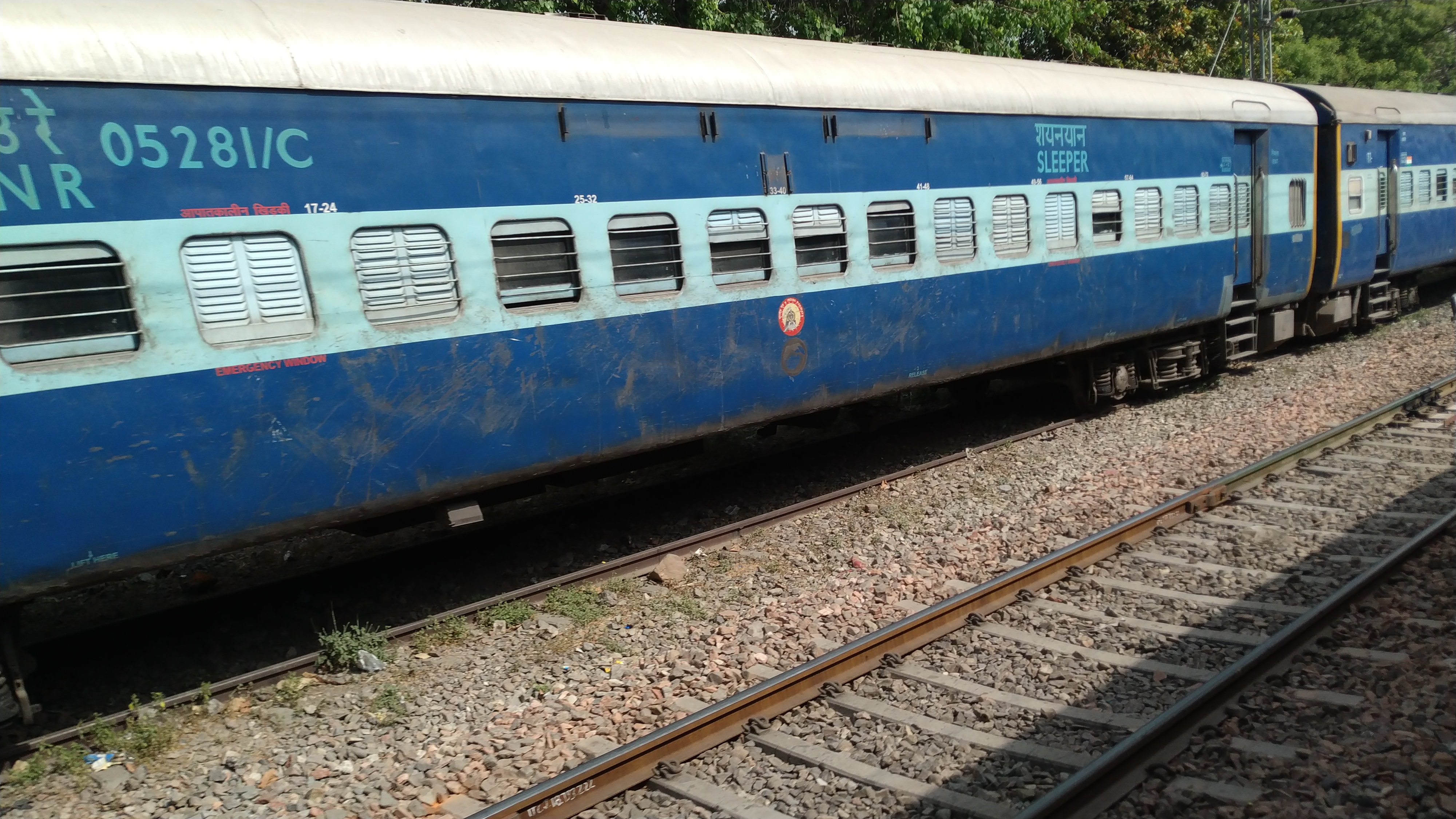
寝台車（2022年撮影）
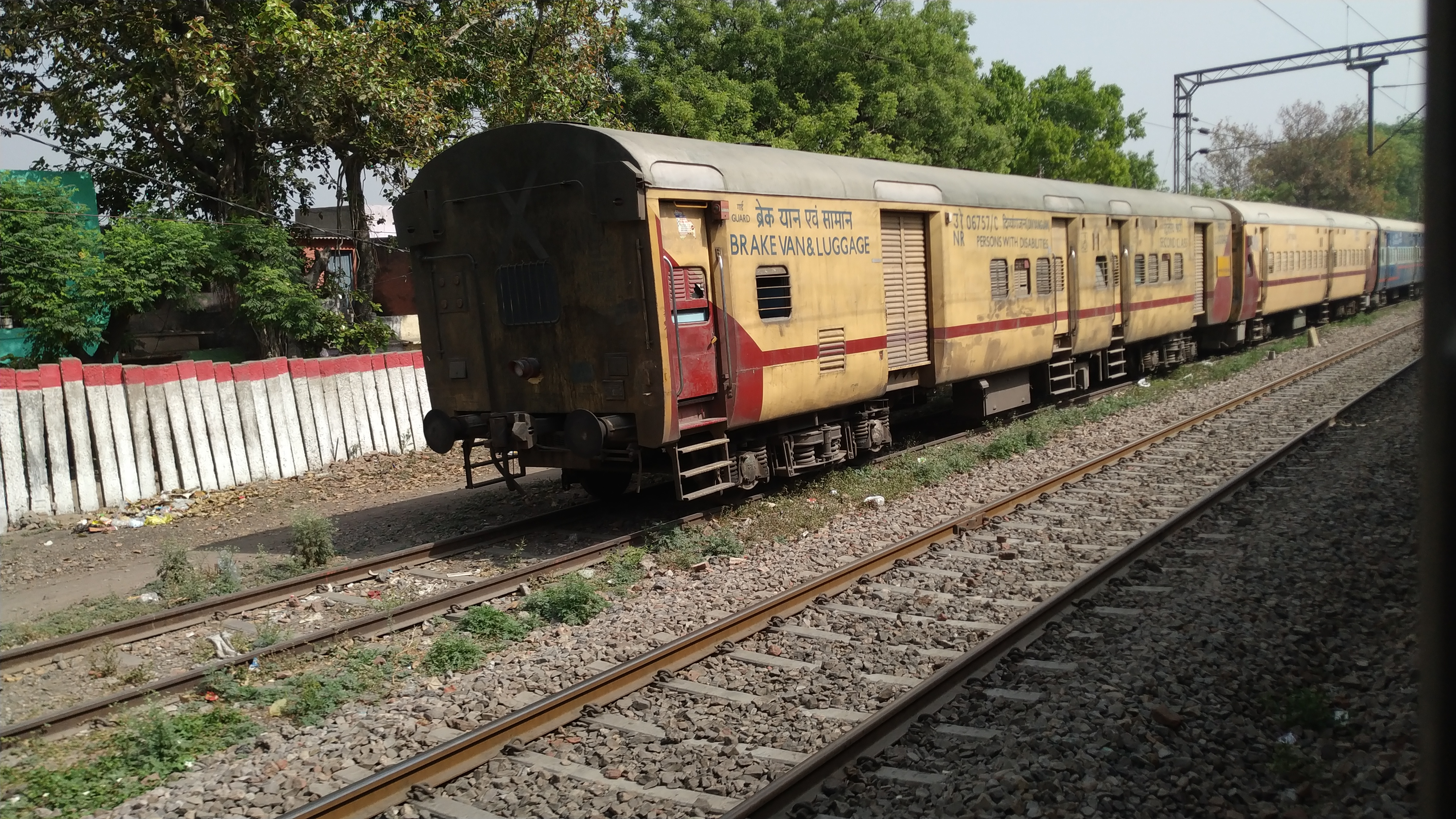
荷物車（2022年撮影）
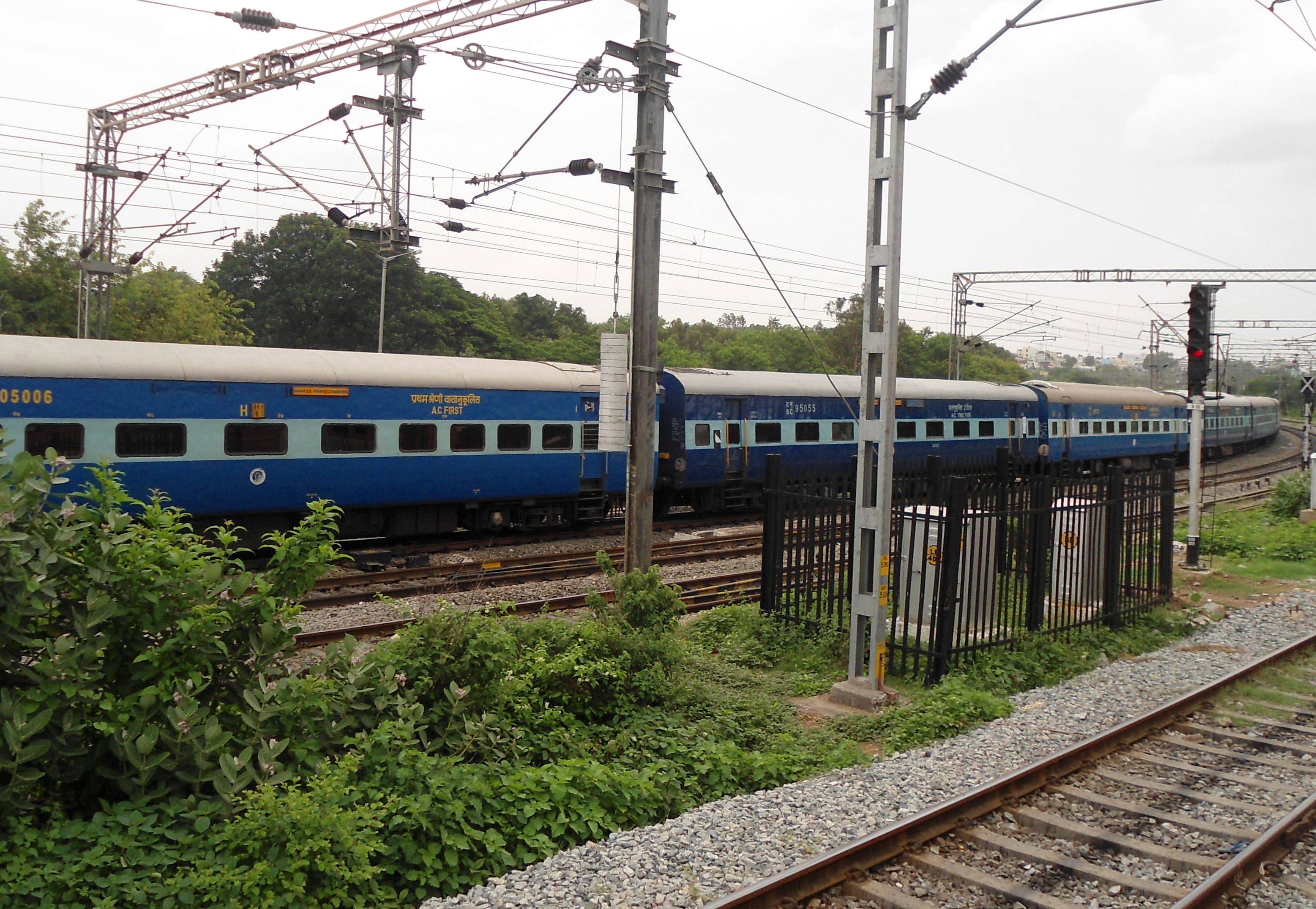
冷房付き寝台車（2013年撮影）
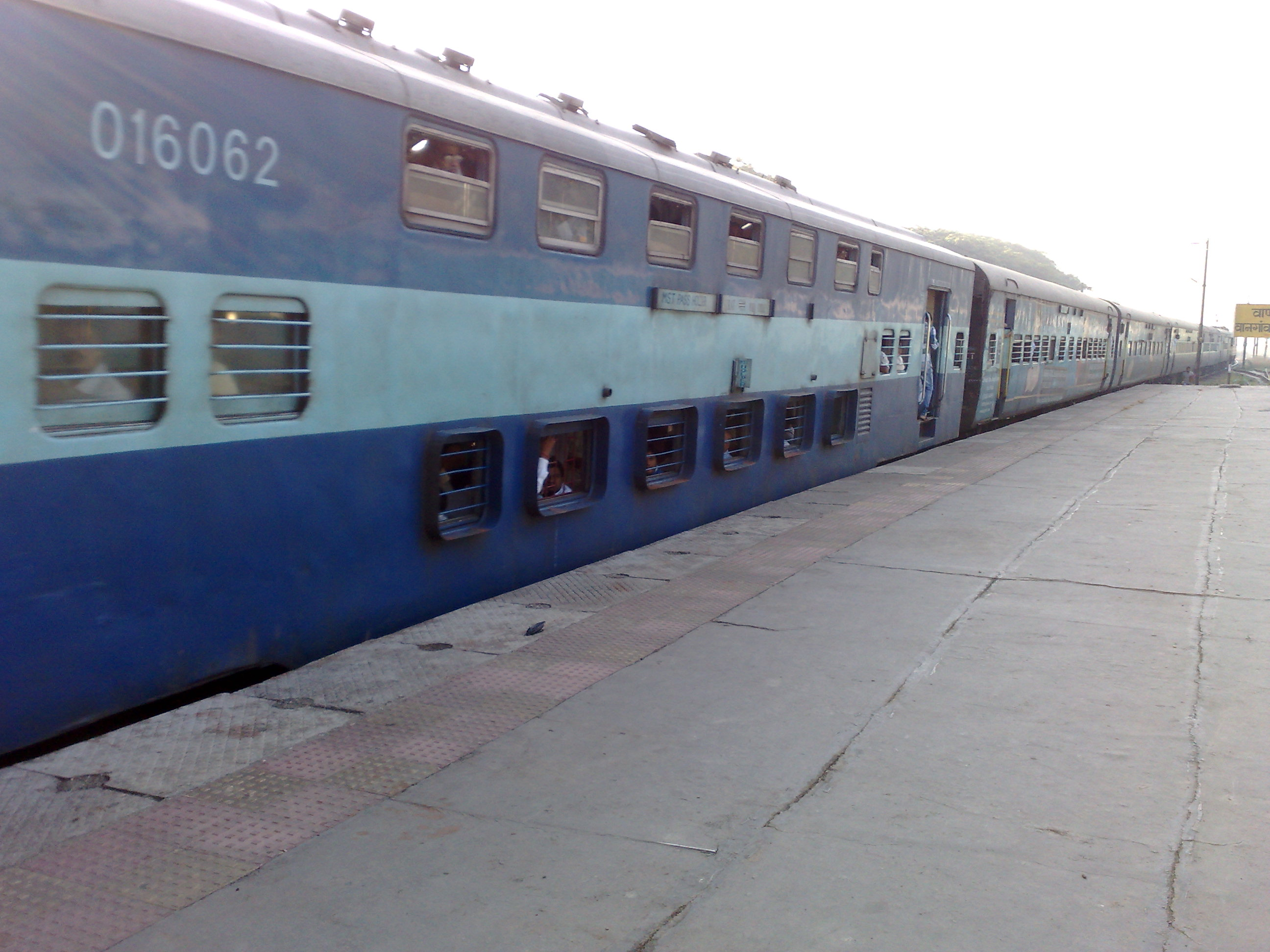
2階建て客車（2012年撮影）

## 近代化

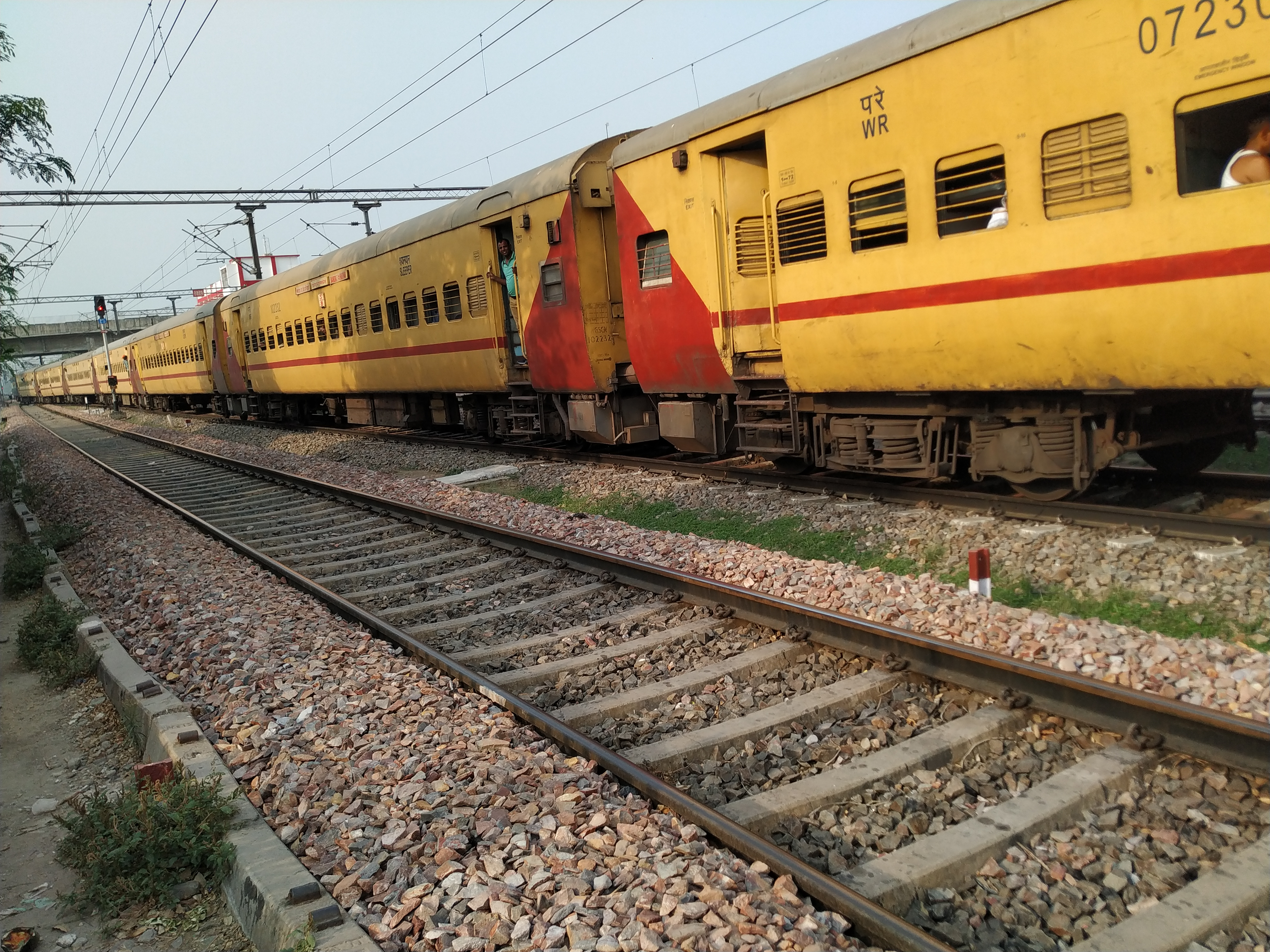
近代化工事（ウトクリシュト）が施されたICF客車
（2022年撮影）

2018年4月以降、インド鉄道はICF客車に対して、ヒンディー語で「素晴らしい」を意味する「ウトクリシュト（Utkrisht）」と呼ばれる近代化を進めている。工事内容は後述の塗装変更に加え、照明のLED化、臭気制御機能を備えたトイレの設置、点字標識などのバリアフリー対応設備の充実など多岐に渡る。
一方、それ以前の2016年に設定されたマハマナ急行には「モデル・レーキ（Model Rake）」と呼ばれる近代化車両が使用されており、改造内容は塗装変更に加えて照明のLED化や寝台への読書灯の増設、列車便所の改良、充電用ポートの設置などこちらも多岐に渡っている。

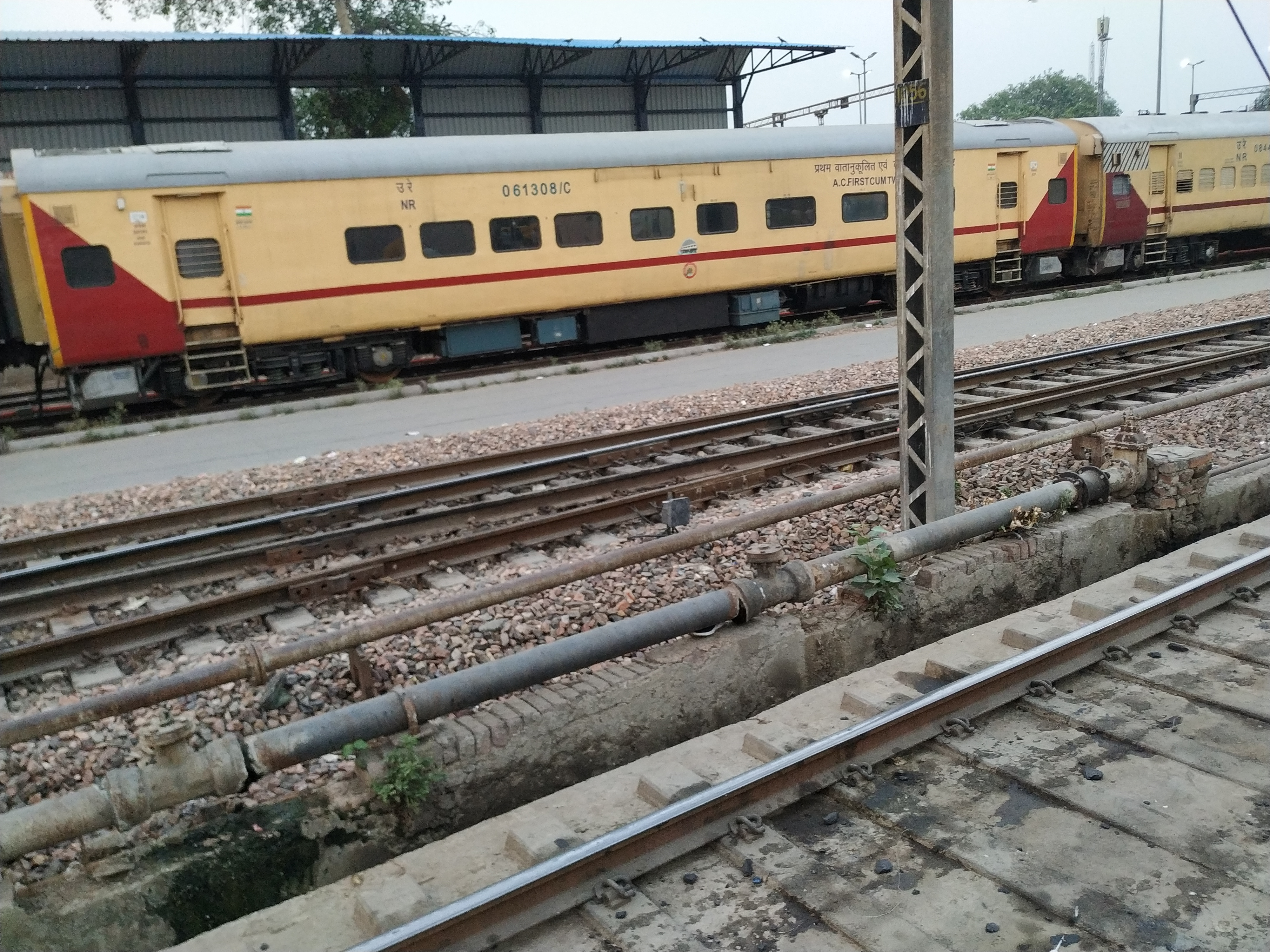
近代化車両（ウトクリシュト） （2022年撮影）
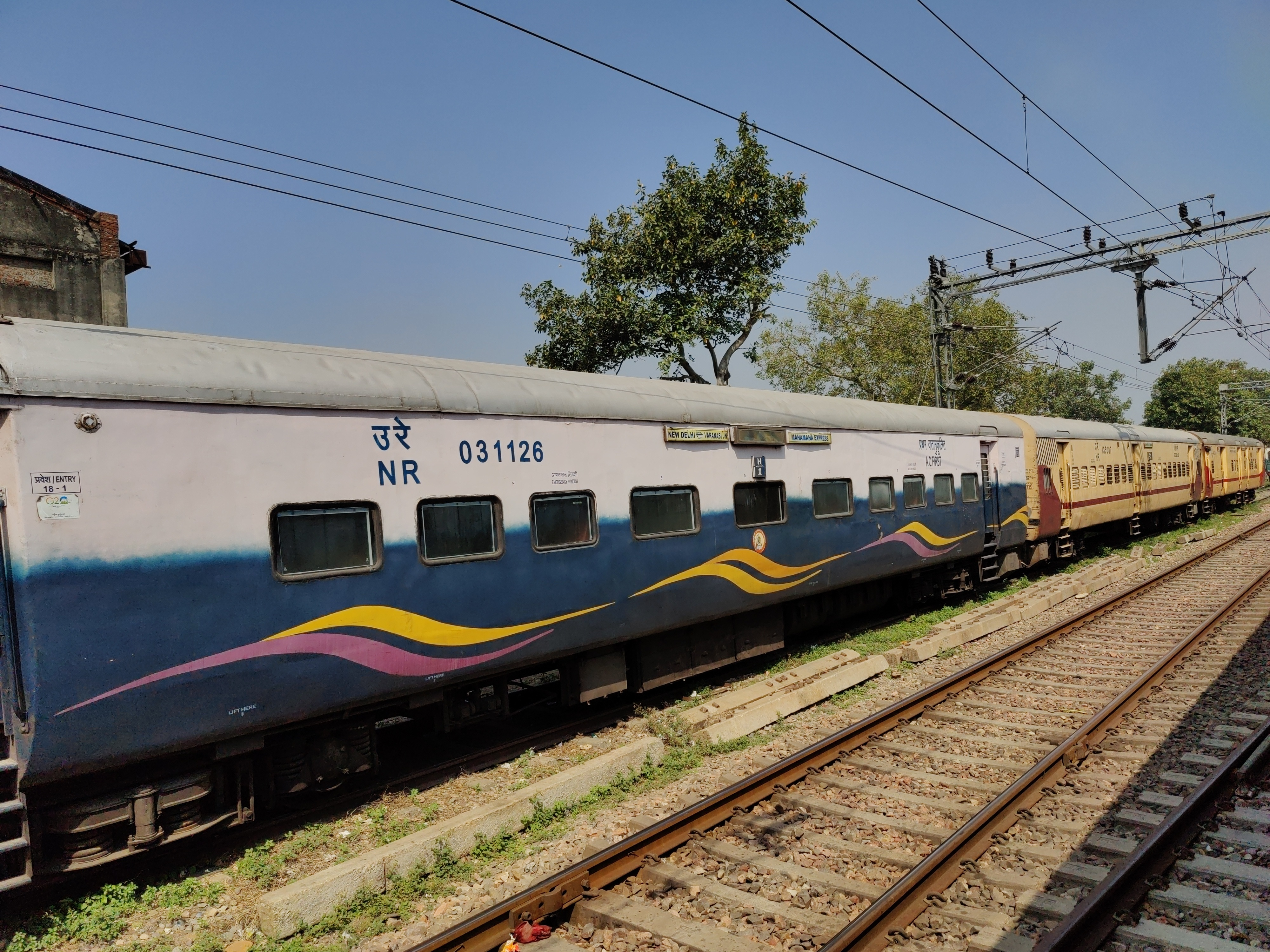
近代化車両 （左：モデル・レーキ、右：ウトクリシュト） （2023年撮影）

## 塗装
1955年の製造開始から1990年代まで、ICF客車は赤レンガ色1色塗りが標準塗装になっていたが、1990年代以降列車の見栄えを良くするという観点に加えて車両ごとの対応するブレーキの差異を分かりやすくするため、空気ブレーキを用いる車両は濃淡2種類の青色を用いた塗装へと改められた。更に「ウトクリシュト」プロジェクトによる近代化が施された車両にはそれを示すベージュと栗色を使った専用塗装が採用されている。
また、これらの標準塗装に加えてラージダーニー急行やガリブ・ラス急行などの種別に用いる客車には独自の塗装が施された。

ICF客車 主要塗装
標準塗装（1950 - 1990年代）
標準塗装（1990年代 - ）
標準塗装（「ウトクリシュト」）
ラージダーニー急行塗装
シャターブディー急行塗装
ガリブ・ラス急行塗装
ドゥロント急行塗装

## 生産終了・廃車
インド鉄道の標準型車両として長期に渡って生産が行われ、総数は53,000両以上を記録したICF客車であったが、衝突事故を始めとした列車事故発生時の安全性の低さや最高速度の遅さなどが要因となり、2018年をもって生産を終了し、以降は安全基準や最高速度が向上した後継車両となるLHB客車の製造へと切り替えられた。また、LHB客車に加えて長距離電車であるヴァンデ・バーラト急行用電車の量産に伴う廃車も進められ、インドの急行列車の中で2024年時点でICF客車が用いられているガリブ・ラス急行についてもLHB客車への置き換えが予定されている。そしてインド鉄道は、最終的に2030年を目途にICF客車を全廃する計画を発表している。
一方で、廃車された車両の一部は改造を受け、自動車やバイクを自動車工場から各地の貨物駅へ輸送する貨車（車運車）として使用されている。

## 海外への輸出
インテグラル・コーチ・ファクトリーはICF客車の技術を応用した輸出用客車も多数生産しており、台湾、ザンビア、タンザニア、ウガンダ、ベトナム、ナイジェリア、バングラデシュ、モザンビーク、アンゴラ、スリランカ、フィリピンなど各地へ導入された。ただし台湾やフィリピンなど、2024年の時点で既に営業運転を引退した車両も多数存在している。

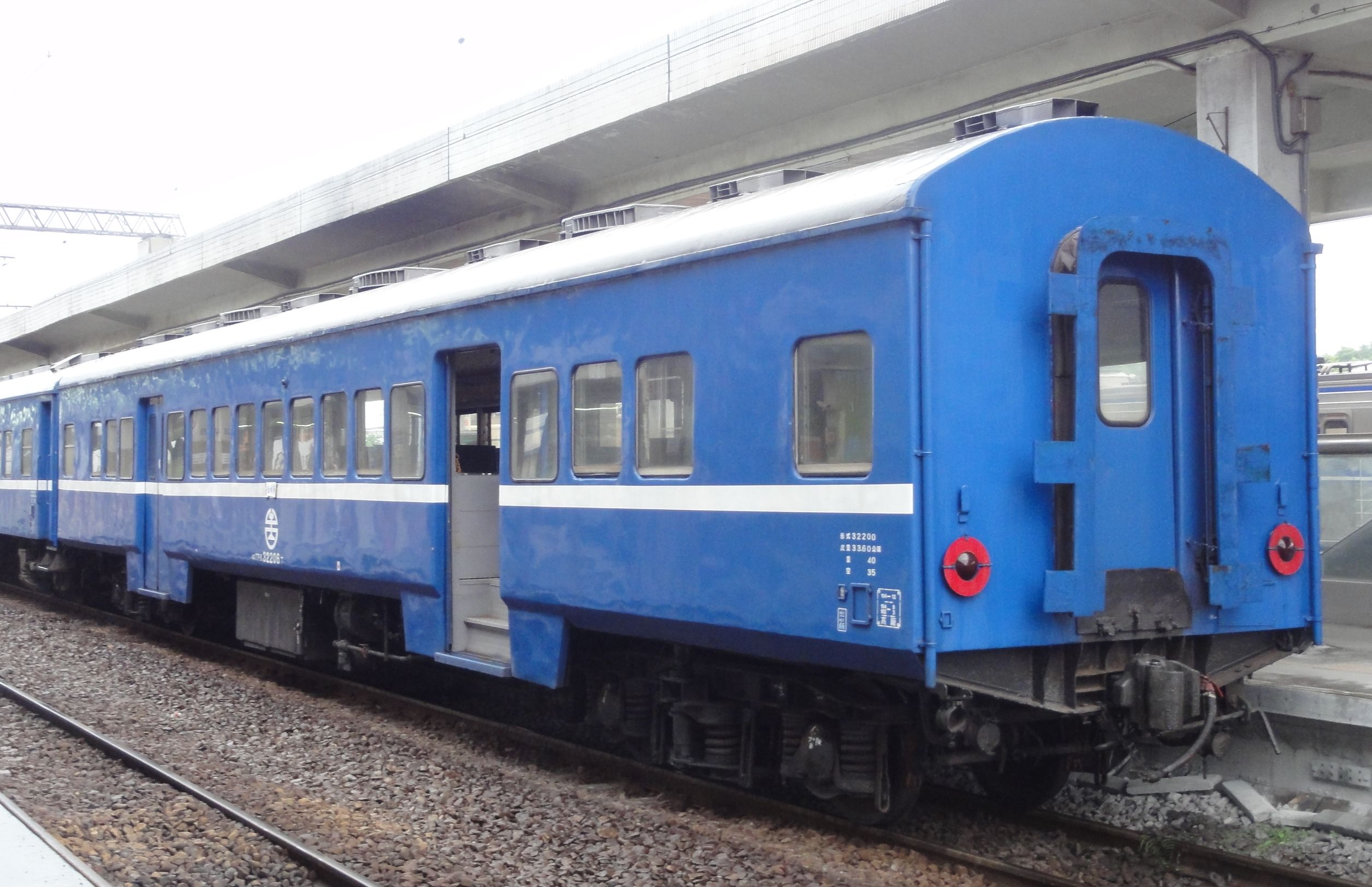
台湾向け輸出車両（2014年撮影）
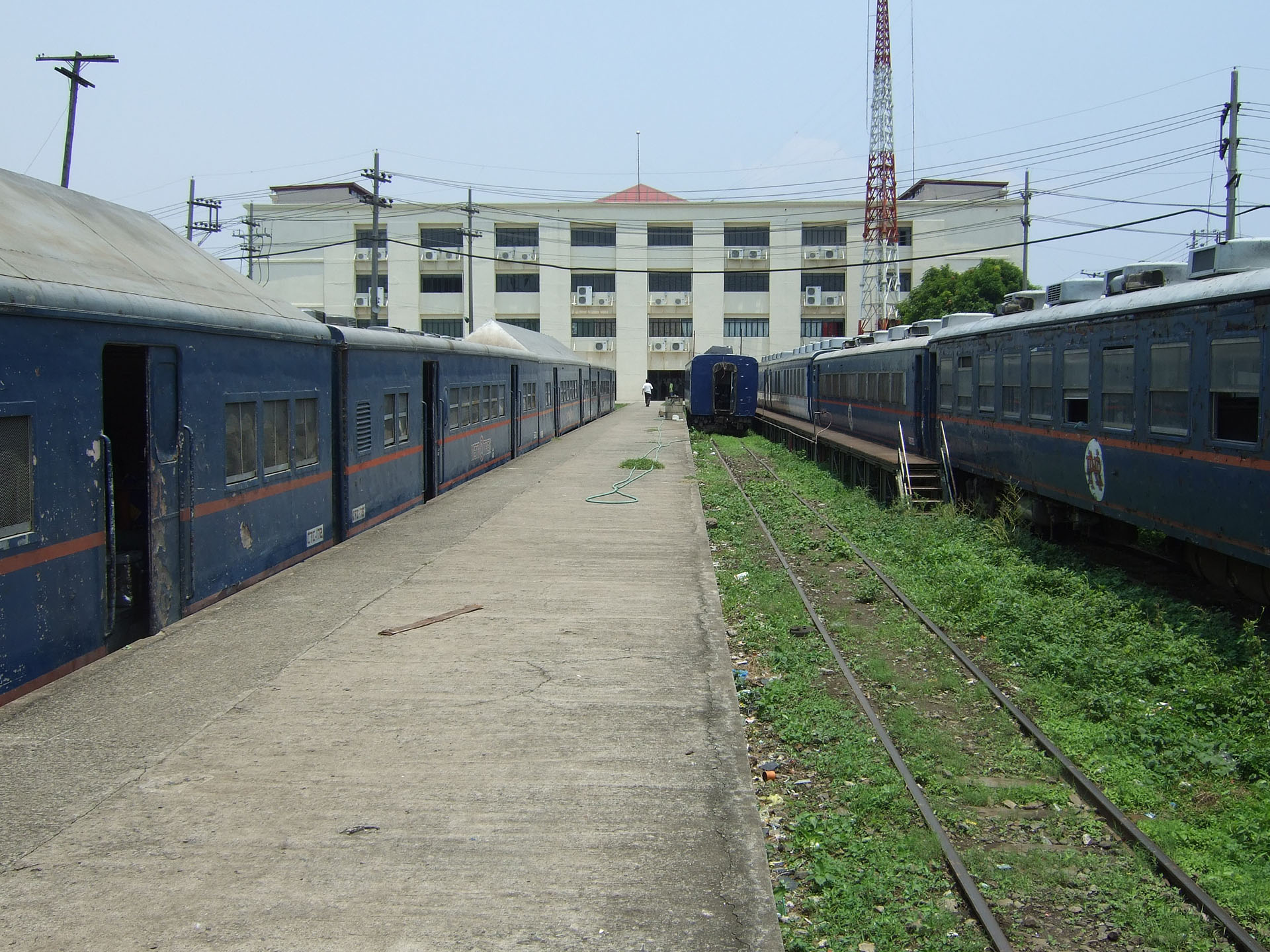
フィリピン向け輸出車両（左）（2007年撮影）